# Scarus longipinnis
Scarus longipinnis е вид бодлоперка от семейство Scaridae. Видът не е застрашен от изчезване.

## Разпространение и местообитание
Разпространен е в Австралия, Ниуе, Нова Каледония, Острови Кук, Папуа Нова Гвинея, Питкерн, Тонга, Уолис и Футуна и Френска Полинезия.
Обитава морета и рифове. Среща се на дълбочина от 10 до 55 m.

## Описание
На дължина достигат до 40 cm.